# Beat Zberg

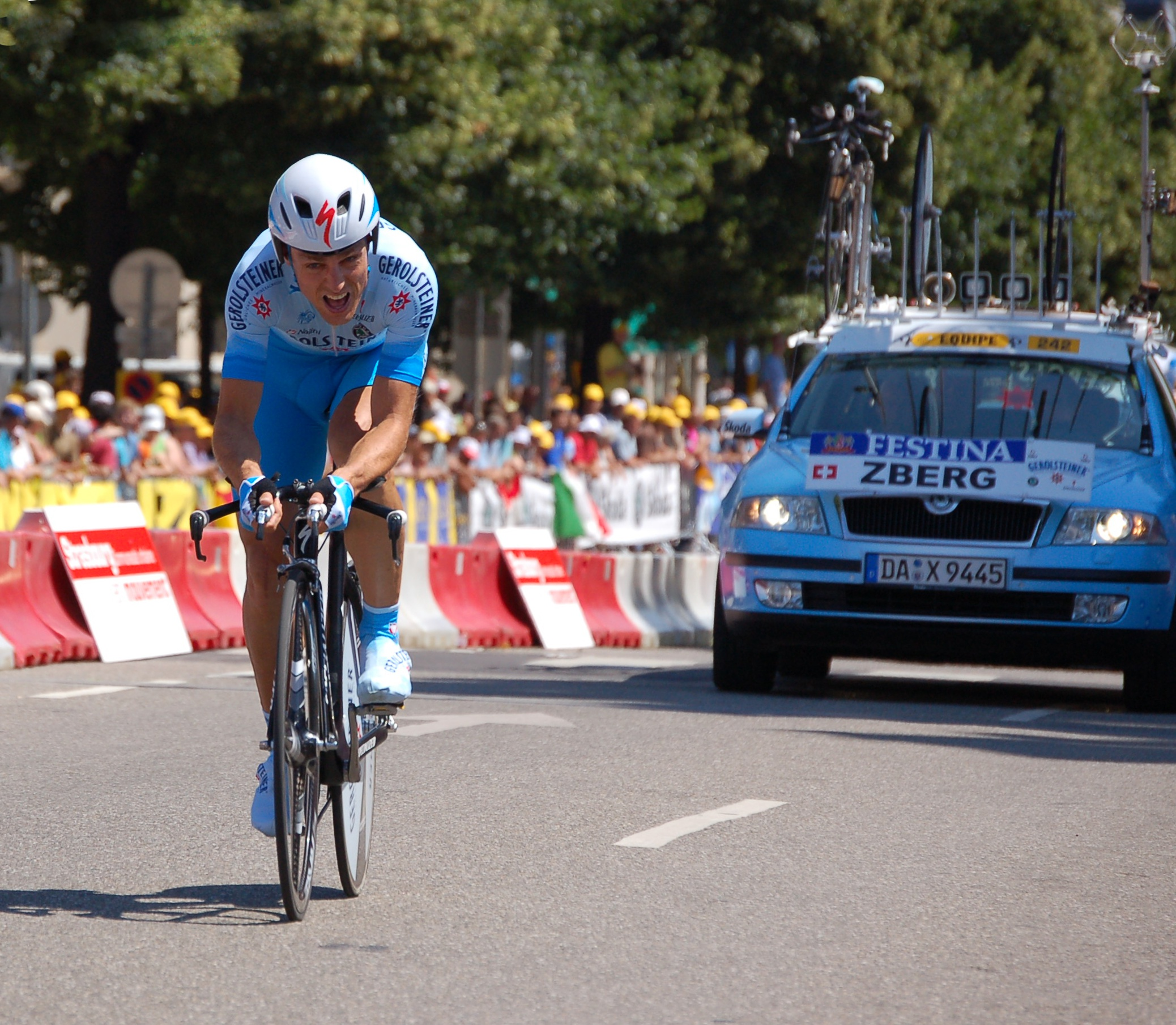
Beat Zberg på prologen under 2006 års Tour de France.

Beat Zberg, född 10 maj 1971 i Altdorf, är en schweizisk professionell tävlingscyklist. Han blev professionell 1992 med Helvetia, men cyklade sedan 2004 för det tyska UCI ProTour-stallet Gerolsteiner.
Under sin karriär tog Zberg 18 segrar, däribland Rund um den Henninger Turm i Frankfurt am Main 1996. Han vann också en etapp på Vuelta a España 2001.
Under sitt första år som professionell slutade Zberg på fjärde plats i Criterium du Dauphiné Libéré, på femte plats i Schweiz runt och sexa i Lombardiet runt.
Zberg blev schweizisk landsvägsmästare 2007, en tävling som han vann två minuter före tempospecialisten Fabian Cancellara. I oktober 2007 meddelade den då 37-årige Beat Zberg att han skulle avsluta sin cykelkarriär i slutet av 2007.
Tillsammans med Beat Zbergs bror Markus Zberg och hans äldre syster Luzia Zberg har familjen Zberg hittills tagit 39 professionella segrar i karriären.

## Främsta meriter
1992
Étoile de Bessèges
Giro di Romagna
Trofeo Matteotti
Tour du Wartenberg
Tour du Schynberg
Grand Prix du canton de Zurich
1993
Giro del Piemonte
Circuit du Karstenberg
1994
Etapp 3, Vuelta a Asturias
1995
Vuelta a Asturias
1996
Berner Rundfahrt
Rund um den Henninger Turm
1997
Subida a Urkiola
Giro del Mendrisiotto
Coppa Placci
1998
Österrike runt
Prolog, Österrike runt
 Nationsmästerskapens tempolopp
2001
GP Winterthur
Etapp 13, Vuelta a España
2002
Etapp 1, Baskien runt
2003
Etapp 2, Setmana Catalana de Ciclisme
2004
Etapp 2, Setmana Catalana de Ciclisme
Etapp 2, Baskien runt
2005
Chur-Arosa
2006
Etapp 4, Bayern Rundfahrt
GP Kanton Aargau Gippingen
2007
 Nationsmästerskapens linjelopp
Etapp 1, Tour de L'Ain

## Stall
- Helvetia-La Suisse (stagiaire) 1991
- Helvetia 1992
- Carrera 1993–1996
- Mercatone Uno 1997
- Rabobank 1998–2003
- Gerolsteiner 2004–2007